# تپه چیا قژنه
تپه چیا قژنه در شهرستان گیلانغرب، بخش گواور، دهستان گواور، ۱۵۰ متری جنوب غربی روستای چشمه عیسی واقع شده و این اثر در تاریخ ۲۷ اسفند ۱۳۸۶ با شمارهٔ ثبت ۲۲۳۷۸ به‌عنوان یکی از آثار ملی ایران به ثبت رسیده است.